# O Capital

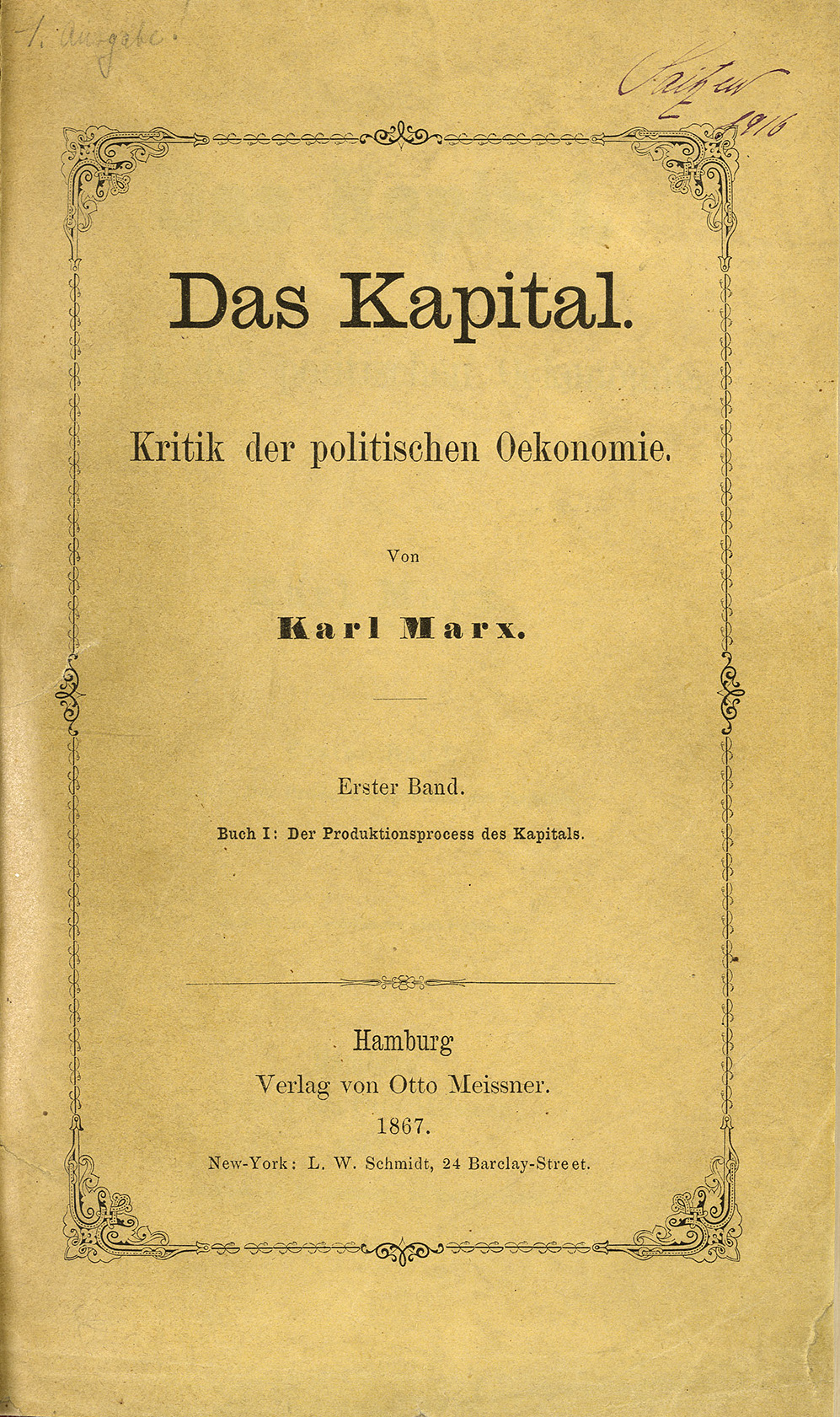
O Capital, Livro 1, capa da 1.ª edição, 1867

O Capital. Crítica da Economia Política (em alemão: Das Kapital. Kritik der politischen Oekonomie) é um conjunto de livros (sendo o primeiro de 1867) escrito por Karl Marx, que constituem uma análise e crítica do capitalismo (crítica da economia política clássica). Muitos consideram esta obra o marco do pensamento socialista marxista. Nela existem teorias e categorias econômicas complexas, como mais valia, capital constante e capital variável, uma análise sobre o salário e exposição histórica sobre a acumulação primitiva. Resumindo, sobre todos os aspectos do modo de produção capitalista, incluindo também uma crítica sobre a teoria do valor-trabalho de Adam Smith e de outros assuntos dos economistas clássicos.
O Livro Primeiro, O Processo de Produção do Capital, foi o único da série publicado por Marx em vida, em '67. O Livro Segundo, O Processo de Circulação do Capital (1885) e o Livro Terceiro, O Processo Global da Produção Capitalista (1894) foram publicados postumamente por seu fiel companheiro Friedrich Engels a partir de manuscritos e anotações de Marx. Karl Kautsky editou um "quarto" livro em 1905 intitulado Teorias sobre a Mais-Valia.

## Preparo e livros económicos anteriores
Marx levou muito tempo até chegar à sua obra considerada máxima. Em 1844 escreveu os Manuscritos económico-filosóficos de 1844. Cada vez mais preocupado com os problemas económicos, escreveu e publicou Miséria da Filosofia em 1847, uma resposta preocupada com a objectividade dessa ciência (a Economia Política) ao livro Sistema das Contradições Económicas ou Filosofia da Miséria de Proudhon (que questionava a economia mas pelas inquietudes filosóficas do famoso autor anarquista).
Em 1859 publicou Contribuição para a Crítica da Economia Política, que continha dois capítulos: A mercadoria e A moeda – O capital seria uma continuação desse livro, mas Marx se desentendeu com seu editor.
Seus textos escritos em cadernos para rascunhar e ordenar o pensamento econômico ficaram conhecidos como as Grundrisse. O pequeno Formações econômicas pré-capitalistas é uma das obras derivadas desse volumoso trabalho, que se desdobraria (principalmente, mas não somente) nos Livros 1 a 3 de O Capital onde Marx iria expor sua teoria e no Livro 4, que seria a reunião de teorias dos outros autores comentados.
Entre as várias opções de caminhos para expor suas ideias, Marx pensou publicar antes dos outros Livros o que seria o Livro 4 (para expor as falhas dos outros autores e daí mostrar as suas), em unir o conteúdo do Livro 4 ao Livro 1 (mas ficaria então demasiado grande), mas por fim decidiu expor toda sua teoria primeiro para depois mostrar a de outros autores, como forma de satisfazer o público que queria novidades no campo da economia.
A vontade de escrever um livro "um todo artístico" o levou a refinar bastante o texto, acrescentando referências, e a excluir o que seria o capítulo 6 do plano inicial do Livro 1.
Infelizmente o autor não pôde continuar a cuidar da publicação dos seus livros, muito embora alguns manuscritos não-publicados em resposta aos economistas marginais da época possam ser classificados como parte desta série de livros.

### Publicação em francês e em inglês
Sendo o Livro 1 o único que Marx lançou em vida, também foi o único que ganhou revisões do próprio autor e alguns acréscimos ou modificações, como o que ocorreu para seu lançamento na França. O que diferencia as edições em francês e inglês é que elas têm 33 capítulos, com o mesmo conteúdo da edição original, alemã. Isso devido às subdivisões dos capítulos 4 e 24, cujas seções se transformaram em capítulos. Provavelmente isso decorre de  Marx ter ouvido a sugestão dada por Maurice Lachâtre, editor da tradução francesa de O Capital, de dividir a obra em fascículos[carece de fontes?] para torná-lo mais acessível aos trabalhadores. Tal procedimento de publicação permitiu que Marx fizesse uma revisão nos fascículos de forma que fez pequenas modificações à edição. Em 1872, numa carta a Danielson, tradutor russo de O Capital, Marx afirmou que seria mais fácil traduzir do francês para o inglês e outras línguas românicas.
Para o preparo da 4ª edição revisada alemã de 1890, considerada a definitiva, Engels levou em conta a edição francesa e as notas manuscritas encontradas nos exemplares pessoais de Marx.
A edição em inglês para os Estados Unidos, lançada pela editora Penguin no começo do século XX, já está integralmente em domínio público.
Em 1973 J. Teixeira Martins e Vital Moreira, professores de Lisboa, fizeram uma tradução da edição francesa para o português.

### Publicação na Rússia
Em A Tragédia de um Povo, Orlando Figes escreve:
"Em Março de 1872 chegava à secretária do censor russo um volume pesado sobre economia política, escrito em alemão. O autor era conhecido pelas suas teorias socialistas e todos os seus livros anteriores tinham sido proibidos. O editor não tinha qualquer razão para esperar que este livro tivesse um destino diferente. Tratava-se de uma crítica sem compromissos ao moderno sistema fabril e apesar de a lei russa da censura ter sido liberalizada, permanecia ainda uma clara proibição para todas as obras que abordassem as "nocivas doutrinas do socialismo e comunismo" ou que pudessem "atiçar a antagonismo entre uma classe ou outra". As novas leis (de censura) eram suficientemente rígidas para proibir livros tão perigosos como o "Ética" de Espinoza, o Leviatã de Hobbes, o "Ensaio sobre a história geral" de Voltaire...
No entanto, acharam eles que este magnum opus alemão - 674 páginas de compacta análise estatística- era demasiado difícil para poder ser considerado uma ameaça ao Estado. "Pode ser afirmado com segurança", concluiu o primeiro dos censores, "que muito poucos na Rússia o vão ler e menos ainda o irão compreender". E o segundo censor acrescentou que para além disso, o autor ataca o sistema de fabricação britânico, e que a sua crítica não é aplicável à Rússia, onde a "exploração capitalista" de que ele fala não é conhecida. Nenhum dos dois censores achou necessário impedir a publicação desta obra "estritamente científica". 
E foi assim que o "Das Kapital" foi introduzido na Rússia. Foi a primeira publicação deste livro no estrangeiro, 5 anos da primeira edição, em Hamburgo, e 15 anos antes da primeira edição em inglês."
...Os censores em breve reconheceram o seu erro. 10 meses depois, vingaram-se em Nikolai Poljakov, o primeiro editor russo de Marx, ... ao trazê-lo a tribunal e forçando-o a dissolver a sua editora.

### Publicação no Brasil
Trechos do livro surgiam em meio a seleções de textos de Marx até a primeira publicação de O Capital (livro I publicado por Marx, II e III finalizados e publicados por Engels após o falecimento de Marx e IV finalizado e publicado por Karl Kautsky), nos anos 1960, durante a Ditadura Militar Brasileira. Esta primeira foi editada por Ênio Silveira com tradução de Reginaldo Sant'Anna, e lançada pela Editora Civilização Brasileira. A editora foi comprada pela Editora Record, que continua lançando novas edições.
A segunda tradução foi coordenada por Paul Singer e distribuída às bancas de revista pela coleção Os economistas, da Editora Abril, próximo ao centenário de morte do autor.
Além desses tradutores, houve tradução por outros de pedaços ou alguns capítulos soltos, lançadas não como partes do livro O Capital, mas como livros próprios. Um exemplo é Marx e Engels - Textos da editora Edições Sociais, traduzindo a partir do espanhol alguns prefácios, posfácios e capítulos de O Capital, A mercadoria da editora Ática que na verdade se trata do 1° capítulo do Livro 1 de O Capital acrescido de notas de Jorge Grespan (que devem ajudar, pois segundo o próprio Marx, o primeiro capítulo é o mais difícil). E A origem do Capital, da Editora Centauro, que mostra os capítulos "A chamada Acumulação primitiva" e "Teoria Moderna da Colonização" (os capítulos finais do Livro 1, que segundo Engels  O estilo da parte final era, por isso, mais vivo, saído de um jato.... A Global Editora, através da coleção Base 5, lançou Teoria da Mais-Valia: Os Fisiocratas que é um pequeno livro que reúne num único volume trechos do Livro 4 de Karl Marx sobre a Fisiocracia e Reflexões acerca da formação e distribuição de riquezas de Turgot.

## A obra completa

### Livro 1 - o processo de produção do capital (1867)
Único dos Livros lançado em vida por Marx e que por isso se beneficiou de refinamento de estilo, melhorias entre edições, acréscimos de posfácios do próprio autor e lançamentos das versões Alemã, Inglesa, Russa e Francesa (levemente distintas, apesar da 4° edição Alemã 1893 ser considerada a versão definitiva devido às correções de Engels e Eleanor Marx e por isso comumente usadas para a tradução para outras línguas).

### Livro 2 - o processo de circulação do capital (1885)
Publicado após a morte de Marx, ficando a edição a cargo de Engels. A diferença no estilo dos Livros 2.° e 3.° em relação ao 1.° fazem com que alguns atribuam sua escrita a Engels. Embora os Livros 2 e 3 tenham sido dedicados à esposa de Marx, Jenny, cogitou-se[carece de fontes?] dedicá-los a Charles Darwin. Engels, no túmulo de Marx, disse que Darwin mostrou a lei do desenvolvimento da natureza orgânica, e Marx a da natureza humana. Marx afirmou diversas vezes que os Livros 2 e 3 deveriam ser dedicados à sua esposa.

### Livro 3 - o processo global da produção capitalista (1894)
Com a publicação desse 3° volume, Engels termina a tarefa de tornar pública a teoria econômica de Marx ao conjunto do sistema capitalista. Em algumas partes ele relata que teve de preencher as lacunas como um autor, mas que identificou os tais acréscimos para que não houvesse dúvidas quanto a o que Marx queria dizer. Porém críticos disseram haver problemas e lacunas, o que ainda hoje é tema de debates e uma das maiores lamentações quanto ao fato de o autor ter morrido antes da conclusão de sua obra máxima.
O problema mais comumente apontado é "o problema da transformação" (ver explicação resumida na ligação externa que leva ao texto de Calinicos). O problema da transformação se refere à relação entre valor e preço e se estende pelos três livros do Capital. O debate se tornou um dos pontos mais discutidos na economia marxista e uma solução definitiva para o problema ainda não foi encontrada, apesar dos significativos avanços ao longo do século XX sobre a questão.
Rosa Luxemburgo foi uma das autoras que admiraram o Livro 3; ela tentou preencher algumas das lacunas de O Capital no seu  livro "A Acumulação do Capital".

### Livro 4 - Teorias da mais valia (1905)
Karl Kautsky, após a morte de Engels, e já no século XX, publica o 4.° Livro, que são os comentários de Marx a outros autores de Economia Política. O Livro 4 é o menos conhecido justamente por ter sido publicado após a explanação da teoria econômica marxista por Marx e Engels. Acrescente a isso o agravante de Kautsky ter optado por publicar invertendo o título e subtítulo: "Teorias da Mais-Valia - A história crítica do pensamento econômico (Livro 4 de O capital)". Por causa disso, mesmo na coleção de traduções de Sant'Anna recebeu numeração do volume em separado (os Livros 1 a 3 são divididos em volumes numerados de I a VI, e Teorias da Mais-Valia começam do Volume I ao III, quando poderiam ter sido numerados como os volumes VII, VIII e IX de O Capital).
Esse material é de leitura interessante por incluir considerações sobre outras teorias do valor e de fontes que podem ter sido inspiração para as críticas dos antagonismos de classe (desde os que negavam o antagonismo, os que reconheciam mas negavam exploração de classe, os que ficavam ao lado dos oprimidos, e até mesmo os que defendiam a opressão sem dissimular), entre outras considerações não abordadas nos demais livros (como a questão do trabalho produtivo e improdutivo).

### Capítulo VI inédito de O Capital
Excluído por Marx do plano de publicar junto com o Livro 1, é estudado atualmente por conter notas de transição do Livro 1 e Livro 2 (depois que a mercadoria é produzida, ela tem de circular). A numeração do Capítulo 6, excluído, mostra que a exclusão se deu antes da publicação, já que ao longo de edições a numeração e divisão do Livro em partes foi bastante mudada, provavelmente para não cansar o leitor com capítulos demasiadamente longos, um bom exemplo é o capítulo 1 da 1° edição que se transformou em parte 1, subdividido em 3 capítulos.

## Resumos e obras derivadas

### Resumos
- Compêndio de O capital, por Carlo Cafiero
- O Capital - Extratos, por Paul Lafargue
- O Capital - resumo dos 3 livros, por Julian Borchardt
- Para entender O Capital, por David Harvey

### Obras derivadas
- Sweezy, Paul. A teoria do Desenvolvimento Capitalista
- Luxemburgo, Rosa. A Acumulação do Capital

### Quadrinhos/banda desenhada
- O Capital em Quadrinhos, por  K. Ploeckinger e G. Wolfram

K. Ploeckinger e G. Wolfram lançaram "O Capital em Quadrinhos", quadrinhos/ banda desenhada de 78 páginas com prefácio de Lúcio Colletti, intelectual marxista italiano. No Brasil foi lançado pela editora Global tendo suas 3 edições na década de 80. Curiosamente, se tratam de quadrinhos/ banda desenhada sui generis pois foram impressos em tinta verde, e cada quadrinhos (e não página) era numerada, além dos desenhos serem muito peculiares num estilo infantil, com muitos rabiscos.
- O Capital em Quadrinhos, por Max e Mir

A dupla Max e Mir pegou o trabalho de Ploeckinger e Wolfram e fez melhorias em termos de quadrinhos tais como desenhos mais claros e alguns exemplos mais bem humorados, a impressão em tinta preta, numeração apenas em cada página, tornando o roteiro mais fácil de entender. Curiosamente numa cena em que um operário está numa cama com sua esposa, na obra de Ploeckinger e Wolfram, o casal está com roupas, e na de Max e Mir eles estão nus. Foi lançado no Brasil pela Proposta Editorial, 66 páginas.
- Marx's Kapital for Beginners, por David Smith e Phil Evans.

Foi lançado nos Estados Unidos na década de 1980 pela Pantheon Books, 191 páginas.
- Conheça Marx, por Eduardo del Rio (Rius).

Lançado no Brasil na década de 80 pela Proposta Editorial, fazia parte da coleção "Conheça", quadrinhos / banda desenhada da qual fizeram parte "Conheça Einstein", "Conheça Freud", etc..
- Das Kapital em mangá (資本論).

No final de 2008, foi lançada no Japão uma versão em mangá pela editora EastPress.

## Conteúdo Livro 1

### Seção I, 1.1 Os dois fatores da mercadoria: valor de uso e valor (substância do valor, grandeza do valor)
Neste subcapítulo, Marx reelabora a teoria do valor-trabalho, ao defender que o valor de uma mercadoria é criado pelo trabalho socialmente necessário à sua produção, e medido pelo tempo de trabalho socialmente necessário à sua produção.
As principais ideias exploradas neste subcapítulo são: mercadoria, valor de uso, valor de troca, valor e tempo de trabalho socialmente necessário.
Marx começa sua análise pela mercadoria. Qual teria sido o motivo desta escolha aparentemente arbitrária? Segundo David Harvey, "Começar com mercadorias se mostra de grande valia, pois todo mundo tem contato diário e experiência com elas. [...] A forma da mercadoria é uma presença universal dentro do modo de produção capitalista. Marx escolheu o denominador comum, algo que é familiar e comum a todos nós, independentemente de classe, raça, gênero, religião, nacionalidade, preferência sexual ou o que quer que seja. Nós conhecemos as mercadorias de uma maneira cotidiana, e elas são, além disso, essenciais à nossa existência: nós temos que comprá-las para podermos viver". Daí a frase que abre o Capital ser a seguinte: "A riqueza das sociedades onde reina o modo de produção capitalista aparece como uma enorme coleção de mercadorias, e a mercadoria individual como sua forma elementar. Nossa investigação começa, por isso, com a análise da mercadoria". Dito isto, Marx define então a mercadoria como sendo, antes de tudo, uma coisa que, por meio de suas propriedades materiais (ou seja, geométricas, físicas, químicas ou qualquer outra propriedade natural das mercadorias), satisfaz necessidades humanas específicas. Em síntese, neste primeiro momento da exposição de Marx, a mercadoria se manifesta tão somente como algo cuja utilidade se encontra na sua materialidade (ou seja, nas suas propriedades materiais).
Em seguida, Marx desenvolve a questão introduzindo o leitor ao conceito de valor de uso, que nada mais é do que a utilidade de uma mercadoria. Esta utilidade, contudo, não flutua no ar, sendo definida pelas próprias propriedades materiais da mercadoria. O ímã nos é útil por causa de sua propriedade de atrair o ferro. Porém, apesar de os diferentes usos de uma mercadoria serem definidos por questões materiais, Marx nos alerta para o fato de que a atribuição destes usos é algo histórico. Apesar de o ímã possuir a propriedade de atrair o ferro, esta propriedade só se tornou útil quando a polaridade magnética foi descoberta. Com tudo isto, Marx quer apenas nos mostrar que, se as propriedades materiais de uma mercadoria permitem que ela seja utilizada de diversas maneiras, serão as exigências de cada época e lugar que criarão a demanda social para estas propriedades. Por fim, Marx afirma que, no modo de produção capitalista, o valor de uso constitui o suporte material da troca, ou seja, aquilo que tanto dá visibilidade à troca quanto a possibilita. Se trocamos duas mercadoria é porque ambas possuem uma utilidade para aqueles que as estão recebendo. Este é o gancho que permite Marx introduzir o leitor ao conceito de valor de troca, que nada mais é do que a relação quantitativa (ou seja, medidas de peso, de comprimento, de superfície, de volume ou moedas) a partir da qual valores de uso de um tipo são trocados por valores de uso de outro tipo. O valor de troca de uma mercadoria nos mostra que sua utilidade não se restringe a um indivíduo ou grupo, mas sim ao mercado como um todo. Em síntese, neste segundo momento da exposição de Marx, a mercadoria se manifesta como algo cuja utilidade se encontra na sua sociabilidade (ou seja, na possibilidade de ser trocada no mercado).
Mas, se sabemos agora que as mercadorias também podem ser trocadas, o que então possibilitaria esta troca? Seriam as propriedades materiais da mercadoria? Marx afirma que não, pois estas servem apenas para definir o valor de uso da mercadoria, sua utilidade. Seriam, então, as relações quantitativas a partir das quais os valores de uso podem ser trocados entre si? A resposta é novamente negativa, pois estas servem apenas para definir o valor de troca da mercadoria, sua utilidade no mercado. Há, portanto, um terceiro elemento nas mercadorias. Este elemento, quando encontrado na mesma grandeza em mercadorias diferentes, permite dizer que, por exemplo, x de graxa de sapatos equivale a y de seda ou z de ouro, e que portanto elas podem ser trocadas entre si. Segundo Marx, este elemento é o trabalho. Em outras palavras, o trabalho necessário à produção de uma mercadoria é o que permite definir seu valor. Somente duas mercadorias que tomaram o mesmo tempo de trabalho para serem produzidas, ou seja, que possuem o mesmo valor, podem ser trocadas. Porém, o valor não é simplesmente o tempo de trabalho individual necessário à produção de uma mercadoria. Para Marx, este trabalho deve ser enxergado em seu contexto social. Mas o que significa isto? Isto significa que, quando consideramos um tipo de mercadoria em específico, o trabalho de todos os indivíduos que produzem este tipo de mercadoria deve ser levado em conta para a definição de seu tempo de trabalho necessário. Assim, cada fábrica levará um certo tempo específico para produzir uma certa mercadoria, mas o que precisa ser levado em conta é o tempo em média que elas levam para fazê-lo. O tempo de trabalho que importa a Marx é o tempo médio necessário, o tempo socialmente necessário. Por isto, ele define o valor como o tempo de trabalho socialmente necessário à produção de uma mercadoria. Vejamos a definição tal qual ela se mostra no Capital: "Tempo de trabalho socialmente necessário é aquele requerido para produzir um valor de uso qualquer sob as condições normais para uma dada sociedade e com o grau social médio de destreza e intensidade do trabalho. [...] Portanto, é apenas [...] o tempo de trabalho socialmente necessário para a produção de um valor de uso que determina a grandeza de seu valor". Um exemplo simples nos permite compreender melhor esta definição. "Após a introdução do tear a vapor na Inglaterra [...] passou a ser possível transformar uma dada quantidade de fio em tecido empregando certa da metade do trabalho de antes. Na verdade, o tecelão manual inglês continuava a precisar do mesmo tempo de trabalho para essa produção, mas agora o produto de sua hora de trabalho individual representava apenas metade da hora de trabalho social e, por isso, seu valor caiu para a metade do anterior".
Se já sabemos o que cria o valor (o trabalho) e a medida pela qual este valor é medido (o tempo de trabalho socialmente necessário), resta agora entender de que maneira este valor pode aumentar ou diminuir. De acordo com Marx, a grandeza do valor de uma mercadoria aumenta sempre que aumentar a quantidade de trabalho que nela é realizado, e diminui sempre que aumentar a produtividade deste trabalho. Dito de outra maneira, quanto mais trabalho é necessário para se produzir uma mercadoria, e quanto menos este trabalho é produtivo, mais valor a mercadoria possuirá. Em síntese, neste terceiro momento da exposição de Marx, a mercadoria é finalmente definida por completo: ela pode se manifestar enquanto algo útil materialmente (ou seja, por conta de suas propriedades materiais) ou útil socialmente (ou seja, por poder ser trocada no mercado), assim como é produto do trabalho humano (trabalho este que deve ser enxergado em seu contexto social, ou seja, medido pelo seu tempo socialmente necessário). Nos termos de Marx, a mercadoria pode se manifestar enquanto valor de uso ou valor de troca, assim como possui um valor (ou seja, uma representação do tempo de trabalho socialmente necessário, que permite que as trocas sejam realizadas).

### Seção I, 1.2 O duplo caráter do trabalho representado na mercadoria
Neste subcapítulo, Marx apresenta pioneiramente a ideia de que o trabalho contido na mercadoria possui o caráter duplo de ser trabalho útil e trabalho abstrato.
As principais ideias exploradas neste subcapítulo são: trabalho útil e trabalho abstrato.
De acordo com Marx, o trabalho que cria valores de uso, chamado por ele de trabalho útil, é uma condição de existência do homem, uma eterna necessidade natural da vida humana. Enquanto trabalho útil, o dispêndio da força humana de trabalho se apresenta numa forma específica (ou seja, um trabalho visto tão somente enquanto produtor de valores de uso específicos, em que portanto se considera o que está sendo produzido e por quem). Porém, há também, como o próprio Marx apontou no subcapítulo anterior, o trabalho que gera o valor das mercadorias, chamado por ele de trabalho abstrato. Enquanto trabalho abstrato, o dispêndio de força humana de trabalho se apresenta em sentido fisiológico (ou seja, um trabalho visto tão somente enquanto esforço humano, em que portanto não se considera o que está sendo produzido nem por quem).
Este duplo caráter do trabalho contido na mercadoria provoca um movimento antitético. Digamos que novas máquinas são instaladas em uma fábrica. Esta variação da força produtiva aumenta a fertilidade do trabalho e, com isso, mais valores de uso são produzidos. Ao mesmo tempo, porém, este maior número de máquinas reduz o tempo de trabalho necessário à produção destes valores de uso e, com isso, sua grandeza de valor. E vice-versa.
Em síntese, o trabalho contido na mercadoria possui um caráter duplo: é, ao mesmo tempo, trabalho útil (criador de valor de uso) e trabalho abstrato (criador de valor das mercadorias).

### A compra e venda da força de trabalho: origem da mais-valia
Após analisar a mercadoria, era necessário entender a compra e venda da força de trabalho encarada como mercadoria. Por "força de trabalho" e não simplesmente "trabalho" foi possível resolver as contradições nas fórmulas de Adam Smith e David Ricardo.

### Entesourador x capitalista
O capitalista, diferente do entesourador, não pode converter todo seu ganho para luxo pessoal, ele tem de investir na sua fonte de riqueza, que é a indústria. Enquanto o entesourador prefere guardar, o capitalista prefere investir. O capitalista se torna personificação da sede de riqueza. E no conjunto da sociedade, enquanto nos modos de produção anteriores era mais fácil conseguir a saciedade, até por haver um limite das riquezas existentes, no sistema capitalista essa saciedade não existe e se quer cada vez mais expandir as indústrias. Se nos modos de produção anteriores chega-se a saciedade se hipoteticamente um sultão consegue dominar e comprar todas as coisas, no capitalismo a saciedade por expansão não chega nem com o monopólio.

### Teoria da Abstinência
Segundo essa teoria de Sénior, o capitalista praticava a abstinência pelo bem da empresa. e portanto era mais virtuoso que os empregados. E assim acumulava seu capital.

### Acumulação primitiva
Fatores históricos atípicos do capitalismo que favoreceram os capitalistas e ajudaram no estabelecimento do capitalismo.

## Conteúdo Livro 4

### Reposição de máquinas (Capital constante)
No Livro 4 existe a seção 10 dentro do cap. III: "Pesquisar como é possível ao lucro e salário anuais comprarem as mercadorias anuais que, além de lucro e salário, contém capital constante".
"É claro que o problema da reprodução do capital constante se enquadra no estudo do processo de reprodução ou de circulação do capital, mas isso não impede de se tratar aqui do que é essencial." (A circulação é assunto do Livro 2 e a reprodução, do Livro 3)
Embora muitos se contentem com a explicação da acumulação primitiva e da extrações de mais-valia (assuntos do Livro 1) para a explicação da continuidade dos negócios do capitalista, ela se esbarra em problemas: a acumulação primitiva explica a compra da 1° máquina pelo capitalista mas não explica a reposição da maquinaria. Já a mais-valia explica a expansão dos negócios, a compra de mais máquinas ou máquina maior de modelo melhor, mas não a reposição da máquina já existente do mesmo modelo que eventualmente precise ser reposta. Se é preciso explorar o trabalhador para algo que inevitavelmente acontecerá, como a quebra da máquina velha, fica impossível de se alcançar o comunismo sem exploração.
"...de seu trabalho excedente -que forma o lucro- parte é fundo de consumo do capitalista, e parte se transforma em capital adicional. Mas não é com esse trabalho excedente ou com o lucro que o capitalista substitui o capital já gasto em sua própria produção. Se fosse assim, a mais-valia não seria fundo para formar novo capital e sim para manter o velho." (Livro 4, cap. III seção10 - página 87 da tradução de Sant'Anna)